# Проти демократії (книга)
Проти демократії — книга американського політичного філософа Джейсона Бреннана, що вийшла у світ 2016 року (друге видання з новою передмовою 2017). Український переклад вийшов 2020 року за сприяння Українського філософського фонду у видавництві «Дух і Літера». В українське видання, крім основної роботи «Проти демократії», вміщено додатково три дотичні статті автора: «Чи досягає мети демографічне заперечення епістократії?» (2018), «Етична оцінка фактичної поведінки виборців» (2018) та «Забруднення голосувань: коли громадяни не повинні голосувати» (2009).
Книга піддає різкій критиці поширене серед науковців та обивателів переконання, що демократія та широка політична участь є цінними, виправданими та необхідними з інструментального, процесуального чи виховного погляду.
У цій роботі Джейсон Бреннан продовжує досліджувати питання, поставлені в його попередніх книгах «Етика голосування» (2011) та «Обов’язкове голосування: за і проти» (2014). Він стверджує, що виборці, як правило, незнаючі, нераціональні, упереджені, дезінформовані та морально нерозсудливі щодо політики, а також доводить, що виборцям бракує стимулів ставати поінформованими про політику, оскільки вони (раціонально, на думку автора) вважають, що один голос нічого не вирішує, і не здатний щось помітно змінити в загальних результатах виборів. Більше того, оскільки виборці політично й ідеологічно упереджені, належать до партій та груп, автор констатує, що виборці часто схильні з різних мотивів приймати такі виборчі рішення, що не відповідають їхньому інтересу, і могли б голосувати інакше, якби були більше поінформовані та мали більше суспільно-політичних знань. Бреннан виходить з того, що цінність демократії суто інструментальна, що єдиною причиною віддавати їй перевагу над будь-якою іншою політичною системою є її ефективність.
На противагу загальному виборчому праву при демократії Бреннан представляє та обґрунтовує епістократичну альтернативу, таку політичну систему, при котрій правом голосу наділені тільки компетентні та знаючі виборці.
Книга «Проти демократії» була перекладена десятьма мовами, в тому числі українською.

## Відгуки
У блозі видання «Вашінґтон Пост», професор права Ілля Сомін схарактеризував «Проти демократії» як «важливу нову книгу», що її «аналіз епістократичних альтернатив демократії варто серйозно розглянути, навіть якщо більшість цих ідей ще ніде в світі не готові широко впроваджувати». У рецензії в «Лос-Анджелес Таймс» твердження книги названо «добре, навіть солідно обґрунтованими, але не надто новими», і зауважено побажання, щоб Бреннан приділяв більше уваги основним причинам проблем, які він описує. 2016 критик і оглядач Стів Доног'ю оцінив книгу серед десяти найкращих нехудожніх книг року. 2018 року Леннокс Джонсон в освітньому філософському блозі оцінив книгу Бреннана серед семи найкращих книг про демократію. У журналі «Нью-Йорк» (нині «The Cut») поставили під сумнів позицію Бреннана, зокрема, твердження, що кваліфікованіший електорат неодмінно буде приймати кращі рішення. 
У грудні 2019 британська редакція видання «Уайред» назвала книгу Джейсона Бреннана «Проти демократії» серед тринадцяти найкращих книг десятиріччя.
У серпні 2020 український переклад був відзначений серед лідерів літа експертною сесію всеукраїнського рейтингу Книжка року '2020 в підномінації Софія. У грудні 2020 року членами українського ПЕН переклад був названий серед найважливіших українських книжок року в підномінації Гуманітаристика.
Поява новітньої критики теоретичних основ демократії відновила інтерес до епістократичних пропозицій і знайшла в наукових колах як прихильників, так і противників (докладніше див. Епістократія). 

## Переклад українською
- Джейсон Бреннан. Проти демократії / Пер. з англ. М. Є. Бистрицького. — К.: Дух і Літера, 2020. — 464 с. — ISBN:978-966-378-728-2

## Зовнішні посилання
- Інформація про видання на сайті видавництва «Дух і Літера» [Архівовано 14 січня 2020 у Wayback Machine.])
- Джейсон Бреннан. Правом голосу мають бути наділені тільки знаючі (укр.) [Архівовано 14 січня 2020 у Wayback Machine.]
- Авторський огляд книги «Проти демократії», Національний інтерес, 2016, 6 вересня [Архівовано 31 жовтня 2017 у Wayback Machine.] (англ.)
- Огляд видання «Нью-Йоркер», 2016, 7 листопада [Архівовано 29 січня 2020 у Wayback Machine.] (англ.)